# Алабама
Алаба́ма (англ. Alabama, американское произношение: [,ælə'bæmə] (слушать)о файле) — штат США, расположенный в юго-восточном регионе. Имеет статус штата с 1819 года (22-й по счёту штат США). Хотя Алабама не имеет официального прозвища, его обычно называют «Сердце Дикси» (или «Сердце Юга»), и это словосочетание появляется на государственных автомобильных номерных знаках с 1950-х годов.
Граничит со штатом Теннесси на севере, штатом Джорджия на востоке, штатом Флорида и Мексиканским заливом на юге и со штатом Миссисипи на западе.
Алабама занимает 30-е место в США по общей площади и 2-е место по количеству внутренних водных путей. Площадь штата 135 765 км². Алабаме принадлежит 24-е место в США по численности населения — 5 024 279 жителей (на 1 апреля 2020 года).
Столица штата — город Монтгомери (во время Гражданской войны (1861—1865) Монтгомери с 4 февраля по 29 мая 1861 года был столицей мятежных штатов). Крупнейшие города — Бирмингем, Хантсвилл, Мобил.

## История
Исторически территорию штата населяли чокто, крики и другие племена мускогской группы, в годы независимости США составившие «пять цивилизованных племён Оклахомы», а также небольшая группа индейцев тимукуа, отколовшаяся от своих соплеменников во Флориде (позднее ассимилирована). Название штата происходит от племени алабама, которое в настоящее время живёт в Техасе.
Испанец Эрнандо де Сото обследовал эти земли в 1540 году, а французы во главе с де Бьенвиллем основали первое постоянное европейское поселение в районе современного города Мобил в 1702 году. Франция уступила регион Великобритании по итогам Семилетней войны в 1763 году, а та, в свою очередь, вынуждена была передать его США, но Испания удерживала Мобил вплоть до 1813 года. Две трети северной части Алабамы были известны как Земля Язу.
Территория графств Болдуин и Мобил стала частью Испанской Западной Флориды в 1783 году, частью независимой Республики Западная Флорида в 1810 году и, наконец, было добавлено к Территории Миссисипи в 1812 году.
Поражение криков в битве у излучины Хорсшу-Бенд в 1814 году привело к притоку белых поселенцев, сделавших плантационное рабство основой экономики.
Монтгомери был первой столицей Конфедерации Штатов Америки. Штат серьёзно пострадал за время Гражданской войны в США.
Развитие промышленности началось к концу XIX века, но монокультура (хлопок) привела к широкомасштабной депрессии в сельском хозяйстве, усиленной в 1915 году нашествием хлопковых долгоносиков. Изменения в экономике в 1930 годах привели к развитию энергетики и чёрной металлургии.
В 1950—1960 годах, несмотря на серьёзные расовые проблемы, штат полностью перешёл на индустриализацию.

## География
Площадь Алабамы составляет 135 765 км². Граничит со штатами Джорджия (на востоке), Миссисипи (на западе), Теннеси (на севере) и Флорида (на юге). На юге также омывается водами Мексиканского залива. Примерно три четверти штата занимает равнина с общим спуском к Мексиканскому заливу и реке Миссисипи. Северо-восток Алабамы занимают отроги Аппалачей, где находится высшая точка штата — гора Чиха (735 м над уровнем моря). Около 67 % территории штата покрывают леса. По территории штата протекает одна из красивейших рек США — Кахаба.

### Климат
Климат Алабамы характеризуется как субтропический океанический. Среднегодовая температура в большинстве районов составляет около 18 °С. Зимы мягкие, средние температуры января меняются от 5°С на севере штата и до 12°С на крайнем юге на побережье Мексиканского залива. Лето очень жаркое, средние летние температуры в отдельных районах могут превышать 32 °С. Снег хотя и довольно редкое явление для Алабамы, однако к северу от Монтгомери обычно выпадает несколько раз за зиму. Раз в несколько лет отмечаются довольно сильные снегопады.
Осадки обильны на всей территории штата. Средний годовой уровень осадков составляет 1400 мм. Алабама находится в зоне действия тропических циклонов и ураганов, идущих с Мексиканского залива. Наряду с Канзасом, в Алабаме отмечается самое большое количество торнадо категории F5.

## Демография
По данным Бюро переписи населения США на 1 июля 2011 года население Алабамы составляет 4 802 740 человек; прирост по сравнению с данными переписи 2010 года составил 0,48 %. По данным на 2000 год доля населения штата в возрасте до 18 лет составляет 25,3 %; доля лиц старше 65 лет — 13 %. Доля женщин — 51,7 %; мужчин — 48,3 %.
По данным переписи 2022 года расовый состав населения штата следующий: белые (68,5 %), чернокожие (26,2 %), коренные американцы (0,6 %), азиаты (1,1 %), гавайцы и океанийцы (0,1 %), другие расы (2 %), представители двух и более рас (1,5 %). Белое население главным образом английского, ирландского и немецкого происхождения. По данным переписи 2000 года 96,7 % населения Алабамы говорят дома по-английски; 2,2 % — по-испански; 0,4 % — по-немецки; 0,3 % — по-французски (включая французский креольский) и около 0,1 % — по-китайски. По данным на 2004 год около 108 000 человек (около 2,4 % от населения Алабамы) родились за пределами США.
Динамика численности населения:
- 1950: 3 061 743 чел.
- 1960: 3 266 740 чел.
- 1970: 3 444 165 чел.
- 1980: 3 893 888 чел.
- 1990: 4 040 587 чел.
- 2000: 4 447 100 чел.
- 2010: 4 779 736 чел.[7]

## Алабамский университет
Алабамский университет находится в ведении властей штата. Месторасположение — г. Юниверсити, шт. Алабама. Филиалы в городах Бирмингем (крупный медицинский центр — около 9 тыс. сотрудников), Таскалуса, Хантсвилл. Университет долго был цитаделью Старого Юга. Основан в 1831 году. Самый большой музей естественной истории на Юге, в Таскалусе. Библиотека (в Таскалусе) насчитывает 1,2 млн томов. Около 30 тыс. студентов. Прозвище университета — «Бэма» (Bama). Символ университета — слон. Этот слон также используется в символике футбольной сборной университета.

## В искусстве
Группа «Lynyrd Skynyrd» написала песню «Sweet Home Alabama», которую посвятила штату Алабама. Часть участников группы попала в авиакатастрофу, это упоминается в, как минимум, двух американских фильмах. У группы The Doors есть песня «Alabama Song (Whisky Bar)». Действие сюжета песни Элтона Джона и Берни Топина «One Horse Town» происходит в Алабаме. Рэпер Yelawolf родившийся в Гадсдене часто упоминает штат в своих песнях.